# Technologie ATI Stream
Pour les articles homonymes, voir Brook.
La Technologie ATI Stream, précédemment appelée Close to Metal, basée sur Brook+ (qui est une version modifiée de Brook, développée par l'université Stanford), est une technologie informatique développée par ATI (désormais AMD) permettant d'exécuter des calculs assez génériques sur le processeur graphique (GPU) de l’ordinateur. Grâce à cette technologie, la carte graphique peut donc être utilisée à d'autres fins que le rendu graphique et certains des calculs habituellement pris en charge par le microprocesseur central (CPU) peuvent lui être délégués (de préférence des calculs assez simples, sans branchement, mais répétés énormément de fois pour exploiter la parallélisation des pipes du GPU). La Technologie ATI Stream vient donc concurrencer directement la Technologie CUDA de NVIDIA et les Compute Shaders de Direct3D 11.

## Utilisations

### Multimédia
Certains logiciels de production vidéo utilisant la Technologie ATI Stream réalisent un gain de performance substantiel, notamment pour l’encodage de vidéo :
- PowerDirector de CyberLink
- ATI Avivo (en) Video Converter
- ArcSoft TotalMedia Theatre
- Xilisoft Video Converter Ultimate

### Sécurité
```
Boîte à outils Pyrit
```

Pyrit est une boîte à outils Open Source utilisant le parallélisme massif de calcul de ATI Stream pour craquer des clés Wi-Fi WPA-PSK et WPA2-PSK. Pyrit supporte ATI Stream depuis le 18 janvier 2009.

## Produits concurrents
- CUDA
- OpenCL